# Semaphor (Zeitschrift)
Semaphor ist eine Zeitschrift über frühere Schweizerische Eisenbahnen, der Untertitel lautet Klassiker der Eisenbahnen. Primäres Artikelthema sind elektrische Fahrzeuge. Der Titel Semaphor steht für ein mechanisches Formsignal, davon ist auch das Logo abgeleitet. Das Magazin erscheint viermal pro Jahr (Frühling, Sommer, Herbst und Winter) mit einer gedruckten Auflage von 4.200 Exemplaren. Die Herbstausgabe ist jeweils als 64-seitige Sonderedition gestaltet: Sie widmet sich einem speziellen Themenkreis und hebt sich auch durch ihre klassisch grüne Umschlagfarbe von den in Blau gehaltenen Ausgaben ab.
Christian Zellweger, 1987 der ursprüngliche Initiator einer der beiden Vorgängerzeitschriften der LOKI, der Eisenbahn-Zeitschrift (EZ), ursprünglich Eisenbahn, war von 2005 bis 2023 Herausgeber des Semaphor, das durch den Verlag Semaphor herausgegeben wurde. Per 1. Januar 2024 wurde die Zeitschrift vom Stämpfli Verlag übernommen, der ausserdem die LOKI herausgibt. Als neuer Herausgeber fungiert Urias von Meyenburg, der Neffe des langjährigen LOKI-Herausgebers Martin von Meyenburg.